# Őrült kalandok
Az őrült kalandok (eredeti cím:  Nightlife) 2020-ban bemutatott német romantikus filmvígjáték, amelyet Simon Verhoeven írt és rendezett. A főbb szerepekben Elyas M’Barek, Palina Rojinski és Frederick Lau látható.
2020. február 4-én mutatták be a berlini Zoo Palast moziban.

## Szereplők
- Elyas M’Barek – Milo
- Palina Rojinski – Sunny
- Frederick Lau – Renzo
- Nicholas Ofczarek – Kempa
- Mark Filatov – Sorokin
- Julian Looman – Jan
- Caro Cult – Ricky
- Cristina do Rego – Steffi
- Rauand Taleb – Mennrich
- Leon Ullrich – Bankberater Heiko
- Hendrik Heutmann – Mike

## Fordítás
- Ez a szócikk részben vagy egészben  a   Nightlife (2020) című német Wikipédia-szócikk fordításán alapul.  Az eredeti cikk szerkesztőit annak laptörténete sorolja fel. Ez a jelzés csupán a megfogalmazás eredetét és a szerzői jogokat jelzi, nem szolgál a cikkben szereplő információk forrásmegjelöléseként.